# Eleccions a l'Assemblea d'Extremadura de 2015
Les eleccions a l'Assemblea d'Extremadura de 2015 es van celebrar a Extremadura el diumenge, 24 de maig, d'acord amb el Decret de convocatòria realitzat el 30 de març de 2015 i publicat al Diari Oficial d'Extremadura el dia 31 de març. Es van elegir 65 diputats per a la novena legislatura de l'Assemblea d'Extremadura.

## Resultats
Quatre candidatures van obtenir representació: el Partit Socialista Obrer Espanyol va obtenir 265.015 vots (30 diputats), el Partit Popular 236.266 (28 diputats), Podem 51.216 vots (6 diputats) i Ciutadans-Partit de la Ciutadania 28.010 vots (1 diputat). Els resultats complets es detallen a continuació:
| Candidatura                                      | Candidatura                                                             | Badajoz | Cáceres | Total   | %        | Diputats |
| ------------------------------------------------ | ----------------------------------------------------------------------- | ------- | ------- | ------- | -------- | -------- |
|                                                  | Partit Socialista Obrer Espanyol-Socialistes Independents d'Extremadura |         |         | 265.015 | 4.150,00 | 30       |
|                                                  | Partit Popular                                                          |         |         | 236.266 | 3.700,00 | 28       |
|                                                  | Podem                                                                   |         |         | 51.216  | 802,00   | 6        |
|                                                  | Ciutadans-Partit de la Ciutadania                                       |         |         | 28.010  | 439,00   | 1        |
| Guanyen Extremadura-Esquerra Unida-Els Verts     | Guanyen Extremadura-Esquerra Unida-Els Verts                            |         |         | 27.122  | 425,00   | 0        |
| Extremenys                                       | Extremenys                                                              |         |         | 9.305   | 146,00   | 0        |
| Unió, Progrés i Democràcia                       | Unió, Progrés i Democràcia                                              |         |         | 3.947   | 62,00    | 0        |
| Extremadura Unida                                | Extremadura Unida                                                       |         |         | 3.127   | 49,00    | 0        |
| Vox                                              | Vox                                                                     |         |         | 1.786   | 28,00    | 0        |
| Adelante Extremadura                             | Adelante Extremadura                                                    |         |         | 1.538   | 24,00    | 0        |
| Partit Animalista Contra el Maltractament Animal | Partit Animalista Contra el Maltractament Animal                        |         |         | 1.502   | 24,00    | 0        |
| Badajoz Adelante                                 | Badajoz Adelante                                                        |         |         | 1.245   | 19,00    | 0        |
| Vots en blanc                                    | Vots en blanc                                                           |         |         | 8.561   | 134,00   | n/a      |

## Diputats escollits
Relació de diputats proclamats electes:
|  | Nom                                | Llista | Circumscripció |
|  | ---------------------------------- | ------ | -------------- |
|  | Guillermo Fernández Vara           | PSOE   | Badajoz        |
|  | María de los Ángeles Ugalde Ortiz  | PSOE   | Badajoz        |
|  | José María Vergeles Blanca         | PSOE   | Badajoz        |
|  | Ana Belén Fernández González       | PSOE   | Badajoz        |
|  | Valentín García Gómez              | PSOE   | Badajoz        |
|  | María Isabel Gil Rosiña            | PSOE   | Badajoz        |
|  | Rafael Damián Lemus Rubiales       | PSOE   | Badajoz        |
|  | María Sol Mateos Nogales           | PSOE   | Badajoz        |
|  | Hugo Vázquez Velayos               | PSOE   | Badajoz        |
|  | María Ascensión Godoy Tena         | PSOE   | Badajoz        |
|  | Celestino Vegas Jiménez            | PSOE   | Badajoz        |
|  | Estrella Gordillo Vaquero          | PSOE   | Badajoz        |
|  | Juan Antonio González Gracia       | PSOE   | Badajoz        |
|  | Catalina Paredes Menea             | PSOE   | Badajoz        |
|  | Andrés Moriano Saavedra            | PSOE   | Badajoz        |
|  | María Teresa Macías Mateos         | PSOE   | Badajoz        |
|  | Francisco Macías Martín            | PSOE   | Badajoz        |
|  | María Dolores Becerra Martínez     | PSOE   | Badajoz        |
|  | José Antonio Monago Terraza        | PP     | Badajoz        |
|  | Trinidad Nogales Basarraete        | PP     | Badajoz        |
|  | Juan Parejo Fernández              | PP     | Badajoz        |
|  | Consuelo de Fátima Rodríguez Píriz | PP     | Badajoz        |
|  | Luis Alfonso Hernández Carrón      | PP     | Badajoz        |
|  | María de los Ángeles Muñoz Marcos  | PP     | Badajoz        |
|  | Juan Antonio Morales Álvarez       | PP     | Badajoz        |
|  | Francisca Rosa Romero              | PP     | Badajoz        |
|  | Luis Francisco Sánchez Álvarez     | PP     | Badajoz        |
|  | Gema María Cortés Luna             | PP     | Badajoz        |
|  | Hipólito Pachecho Delgado          | PP     | Badajoz        |
|  | María Auxiliadora Correa Zamora    | PP     | Badajoz        |
|  | Lorenzo Albarrán Cuenda            | PP     | Badajoz        |
|  | Eva Pérez Zamora                   | PP     | Badajoz        |
|  | Magdalena Carmona López            | PP     | Badajoz        |
|  | Eugenio Romero Borrallo            | Podem  | Badajoz        |
|  | Jara Romero Berro                  | Podem  | Badajoz        |
|  | Daniel Hierro Fresno               | Podem  | Badajoz        |
|  | Fernando Jesús Manzano Pedrera     | PP     | Cáceres        |
|  | Cristina Elena Teniente Sánchez    | PP     | Cáceres        |
|  | Diego Sánchez Duque                | PP     | Cáceres        |
|  | María Felisa Cepeda Bravo          | PP     | Cáceres        |
|  | Miguel Cantero Calvo               | PP     | Cáceres        |
|  | José María Saponi Cortés           | PP     | Cáceres        |
|  | María del Pilar Pérez García       | PP     | Cáceres        |
|  | José Antonio Echávarri Lomo        | PP     | Cáceres        |
|  | Virginia Alberdi Nieves            | PP     | Cáceres        |
|  | Víctor Gerardo del Moral Agúndez   | PP     | Cáceres        |
|  | Saturnino López Marroyo            | PP     | Cáceres        |
|  | María Inés Rubio Díaz              | PP     | Cáceres        |
|  | José Ángel Sánchez Juliá           | PP     | Cáceres        |
|  | Miguel Ángel Morales Sánchez       | PSOE   | Cáceres        |
|  | Lara Garlito Batalla               | PSOE   | Cáceres        |
|  | Santos Jorna Escobero              | PSOE   | Cáceres        |
|  | Blanca Martín Delgado              | PSOE   | Cáceres        |
|  | Eduardo Béjar Martín               | PSOE   | Cáceres        |
|  | María Isabel Moreno Duque          | PSOE   | Cáceres        |
|  | Carlos Javier Labrador Pulido      | PSOE   | Cáceres        |
|  | Eva María Pérez López              | PSOE   | Cáceres        |
|  | Jorge Amado Borrella               | PSOE   | Cáceres        |
|  | María Esther Gutiérrez Morán       | PSOE   | Cáceres        |
|  | José Andrés Mendo Vidal            | PSOE   | Cáceres        |
|  | Rosa Ana Chamorro Serrano          | PSOE   | Cáceres        |
|  | Álvaro Jaén Barbado                | Podem  | Cáceres        |
|  | Irene de Miguel Pérez              | Podem  | Cáceres        |
|  | Obed Arnaldo Santos Pascua         | Podem  | Cáceres        |
|  | María Victoria Domínguez Paredes   | C's    | Cáceres        |